# Dornogobi
Dornogobi (mongolisk kyrilliska: Дорноговь аймаг; Dornogov ajmag, även transkriberat på flera andra sätt; "Östgobi") är en provins i södra Mongoliet. Totalt har den 50 575 invånare (2000) och en areal på 109 500 km². Provinshuvudstad är Sajnsjand.
I söder gränsar provinsen till Bayannur, Baotou, Ulanqab och Xilin Gol i Inre Mongoliet.

## Administrativ indelning
Provinsen är indelad i 14 distrikt (sum): Altanshiree, Ayrag, Dalanjargalan, Delgereh, Dzamyn-Üüd, Erdene, Hatanbulag, Hövsgöl, Ihhöt, Mandah, Örgön, Sayhandulaan, Saynshand och Ulaanbadrah.